# NGC 183
NGC 183 ist eine Elliptische Galaxie vom Hubble-Typ E4 im Sternbild Andromeda am Nordsternhimmel. Sie ist schätzungsweise 249 Millionen Lichtjahre von der Milchstraße entfernt und hat einen Durchmesser von etwa 125.000 Lichtjahren.
 Im gleichen Himmelsareal liegen die Galaxien NGC 181, NGC 184, IC 43.
Das Objekt wurde am 5. November 1866 von dem US-amerikanischen Astronomen Truman Henry Safford entdeckt.